# Stenoria analis
Espèce
Synonymes
- Sitaris adusta Schaum, 1859
- Sitaris colletis Mayet, 1873
- Sitaris acutipennis Fairmaire, 1881

Stenoria analis est une espèce de Coléoptères de la famille des Méloidés et du genre Stenoria. Sa larve est inféodée aux Abeilles du genre Colletes dans les nids desquels elle se développe, aux dépens des larves de ces dernières.
Stenoria analis est présente dans le bassin méditerranéen ainsi qu'en Europe, à l'exception notable de la Grande Bretagne, de l'Irlande et des zones les plus septentrionales. En Europe, elle est particulièrement associée à la Collète du lierre, les imagos étant par conséquent visibles en automne, un peu avant et pendant la floraison du lierre.

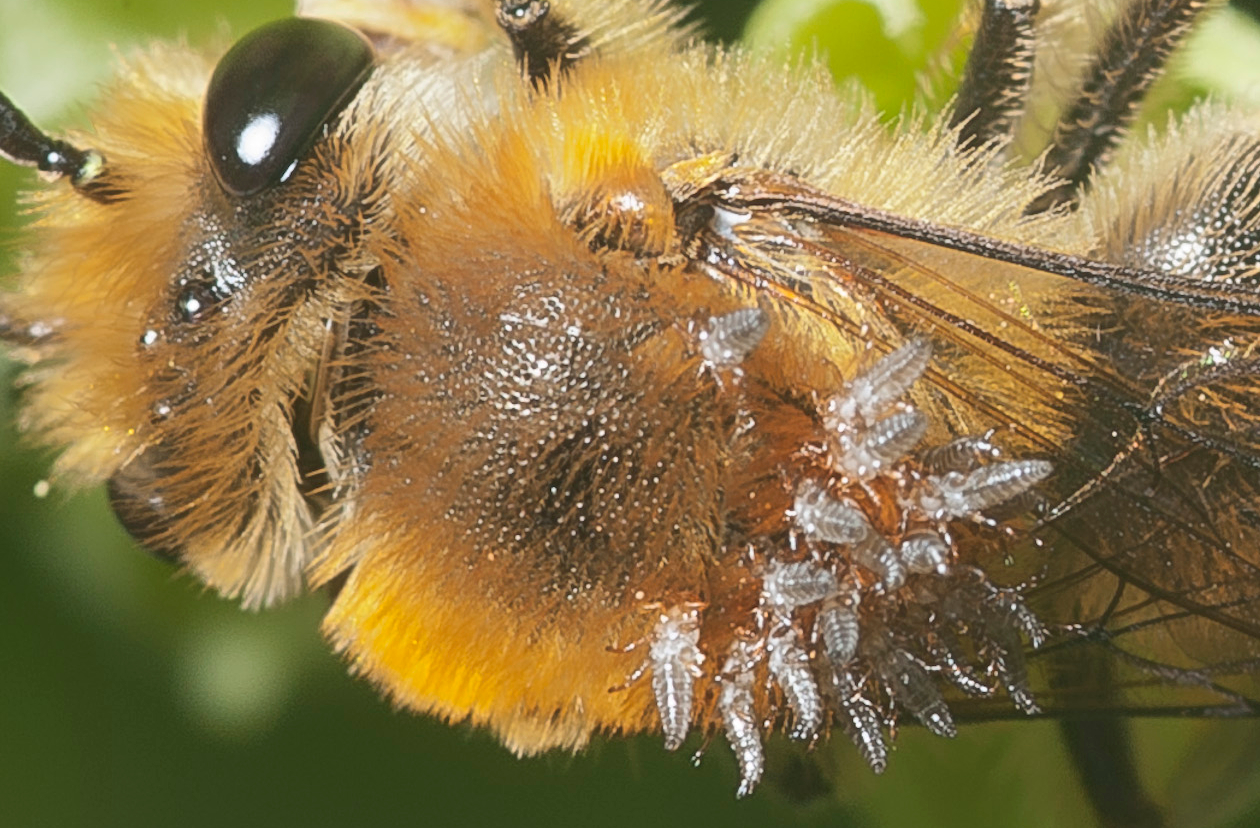
Triongulin de Stenoria analis s'accrochant à une Collète du lierre en vue de cleptoparasiter un de ses nids.
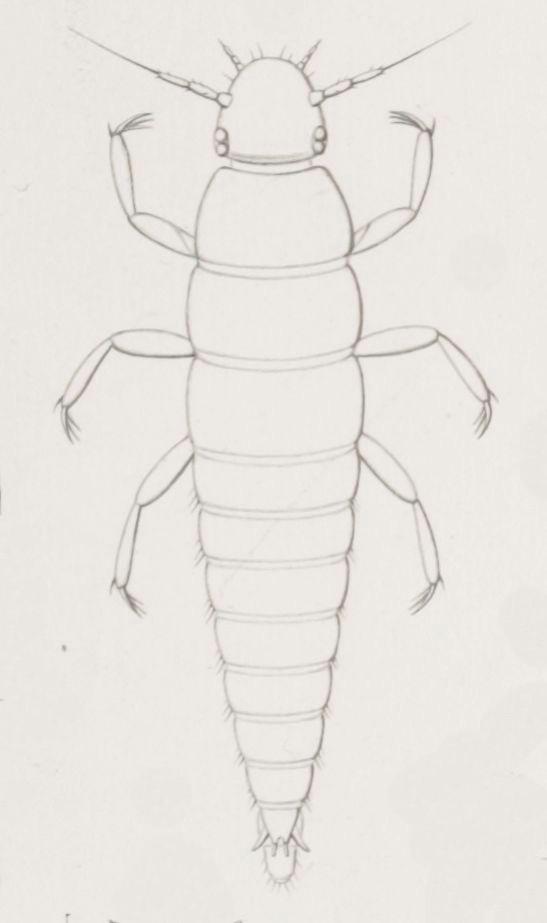
Triongulin (première larve) de Stenoria analis
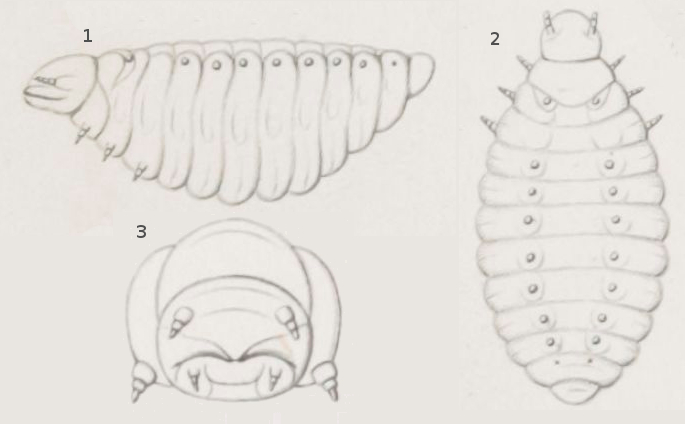
Deuxième larve
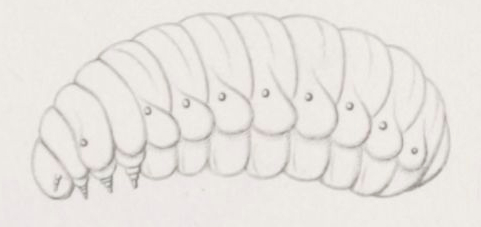
Troisième larve
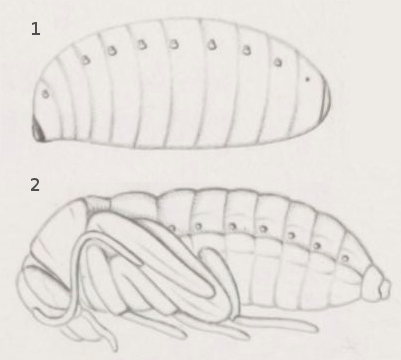
Pseudonymphe et nymphe
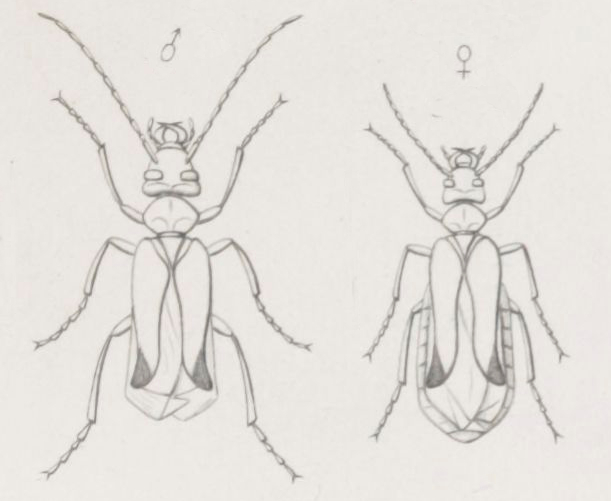
Imagos (mâle et femelle)
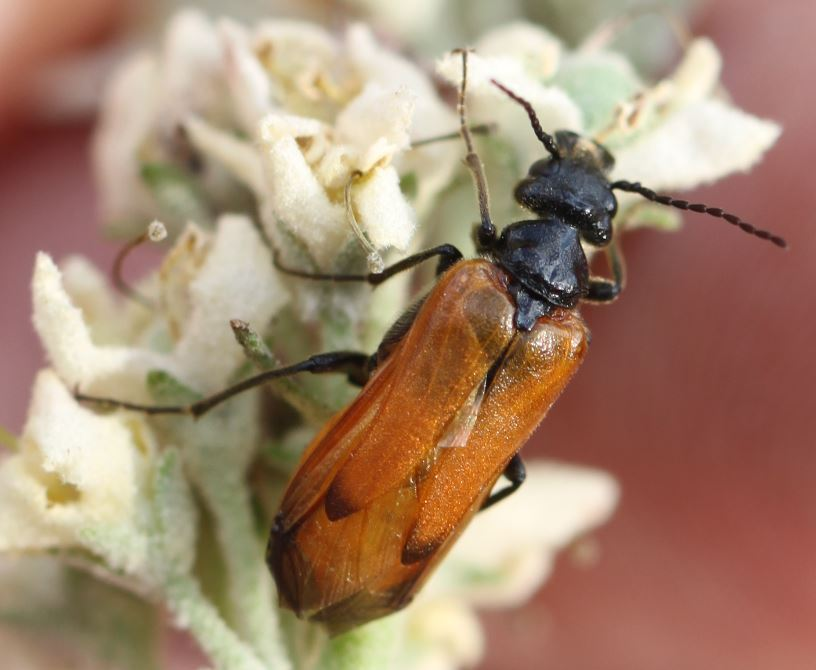
Imago